# Internationales Puppentheaterfestival Synergura
Das Internationale Puppentheaterfestival Synergura ist eine Biennale des Puppentheaters und präsentiert nationale und internationale Produktionen an unterschiedlichen Spielstätten in der thüringischen Landeshauptstadt Erfurt. Veranstalter ist das Theater Waidspeicher Erfurt. Der Name des Festivals ist ein Verweis auf Synergie (griechisch συνεργία synergía, oder συνεργισμός, synergismós, „die Zusammenarbeit“). Gemeint ist damit das Puppentheater, das im Zusammenwirken der gestalterischen und darstellerischen Künste größere Wirkung zu erzielen vermag, als jede Einzeldisziplin für sich allein.

## Geschichte
Nachdem vom 23. bis 30. Juni 1990 mit dem V. Nationalen Puppentheater-Festival der DDR die letzte Ausgabe dieses Festivals in Erfurt stattgefunden hatte, rief das Ensemble des Theaters Waidspeicher um Monika Bohne ein eigenständiges Puppentheaterfestival ins Leben und veranstaltete vom 4. bis 9. Juli 1992 anlässlich der 1250-Jahr-Feier der Stadt Erfurt die „Synergura ’92“. Seitdem findet das Festival alle zwei Jahre statt. Mangels finanzieller Zusagen musste das Festival 2010 ausfallen. Das 10. Internationale Puppentheaterfestival Synergura fand vom 2. bis 6. Juli 2014 statt. Künstlerische Leiterin ist die Intendantin des veranstaltenden Theaters Waidspeicher Sibylle Tröster.

## Festivals
| 1. Synergura                   | 4.–12. Juli 1992       |
| 2. Synergura                   | 2.–9. Juli 1994        |
| 3. Synergura                   | 5.–11. Juli 1997       |
| Europäische Puppentheaterwoche | 15.–19. Juni 1999      |
| 4. Synergura                   | 17.–23. Juli 2000      |
| 5. Synergura                   | 8.–14. Juni 2002       |
| 6. Synergura                   | 26. Juni–2. Juli 2004  |
| 7. Synergura                   | 12.–16. Juli 2006      |
| 8. Synergura                   | 2.–6. Juli 2008        |
| 9. Synergura                   | 4.–8. Juli 2012        |
| 10. Synergura                  | 2.–6. Juli 2014        |
| 11. Synergura                  | 14.–18. September 2016 |
| 12. Synergura                  | 5.–9. September 2018   |
| 13. Synergura                  | 21.–25. September 2022 |
| 14. Synergura                  | 5.–9. Juni 2024        |